# ブラック・ボックス・ダイアリーズ

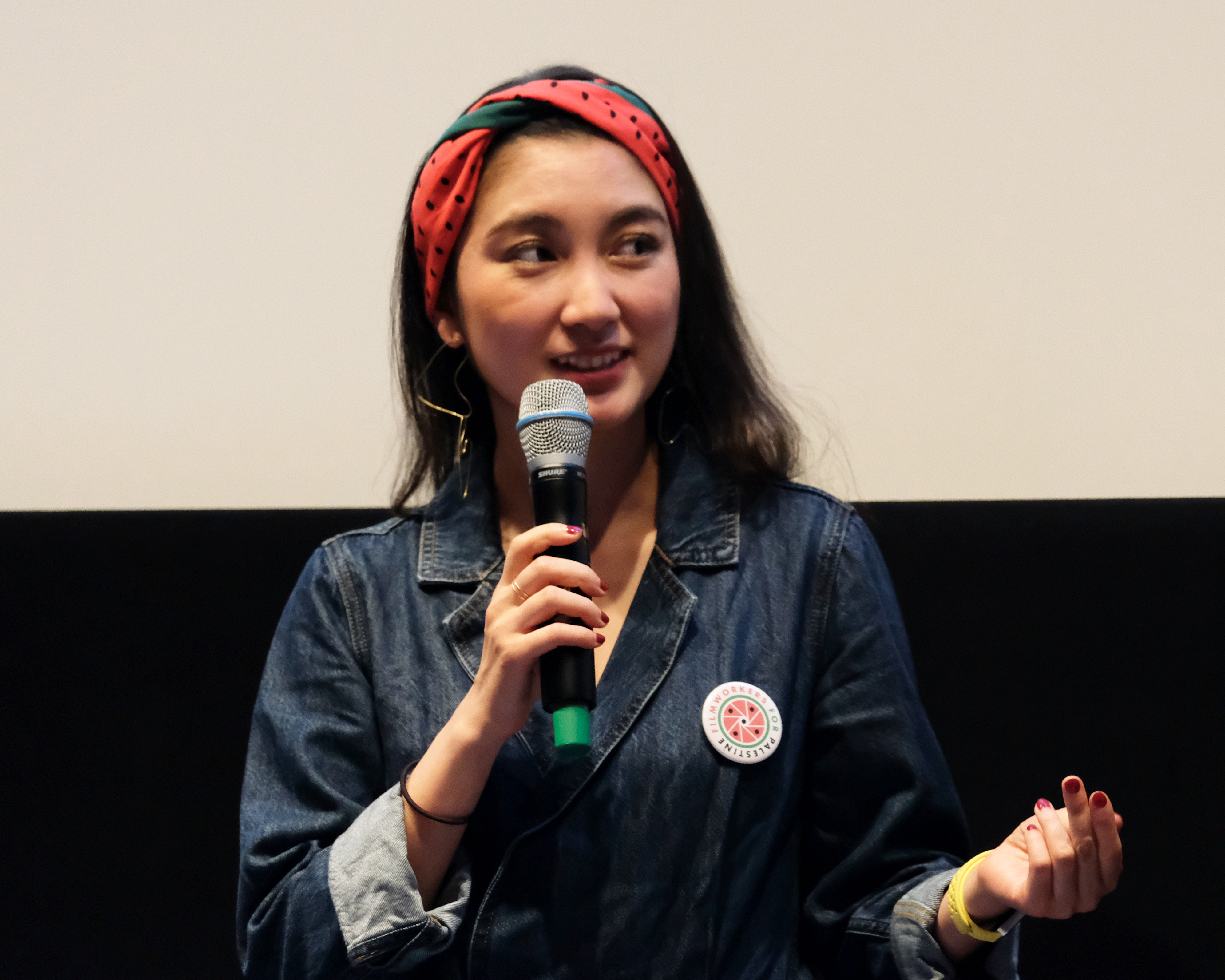
ミュンヘン国際映画祭で質問に答える監督の伊藤詩織、2024年7月1日

『ブラック・ボックス・ダイアリーズ』（Black Box Diaries）は、2024年公開のドキュメンタリー映画である。ジャーナリストの伊藤詩織による初の監督作品。
2024年1月20日サンダンス映画祭を始め数多くの映画祭に出品された。同年10月には第20回チューリッヒ映画祭でドキュメンタリー賞と観客賞を受賞。2025年には第97回アカデミー賞で日本人監督初の長編ドキュメンタリー映画賞にノミネートされた。また第78回英国アカデミー賞のドキュメンタリー賞にも、日本人監督として59年振りにノミネートされた。

## 内容
伊藤詩織が2015年4月に受けた性被害の後日の日々を、2022年1月民事裁判の二審での勝訴などの節目を経て、およそ10年にわたって記録した。実録画像、音声やフライ・オン・ザ・ウォール的動画、日記画像などをつなぎ合わせて綴られるドキュメンタリー映画。不本意ながらも日本の ＃MeToo運動の「顔」にまつりあげられた彼女の監督デビュー作。
事件前のホテルの防犯ビデオ、情報筋の捜査員Aとのやりとりは要である。
自撮り映像で、自分は決してくじけない、自殺などしないと決意を語る場面、その対極の心境まで追い詰められた場面があるように
様々なプライベートな瞬間、感情のあらわれが垣間見られる。

## 公開
映画は2025年2月現在、世界58か国にて公開され、アメリカではMTVのドキュメンタリー映画としても配給された。
その一方で伊藤の出身国である日本では2025年2月時点で封切の予定がなく、フランスでは日本での公開を求めて署名運動まで発生している。このことについて疑問を投げかける声もあるが、国内劇場が足踏みする理由に後述の法律問題があるという。

## 無許可の映像音声使用
2024年10月21日、伊藤の性被害訴訟でかつて代理人を務めた西廣陽子弁護士、加城（かじょう）千波弁護士、そして今回はその二人の代理人を務める佃克彦弁護士が、伊藤監督作品による映像音声の無許可使用について記者会見を開いた。
特に例の防犯ビデオをホテル許可を得ずに映画に流用したことを問題視した。他にも事件当時のタクシー運転手の姿や会話内容、情報提供した刑事（捜査員A）の会話内容、伊藤と西廣弁護士らの会話内容が映画で無断に公開されたとする。防犯ビデオは、ホテル側から得た際、裁判に限って使用するという誓約を交わしているので、違約である。（姿ははっきりしなくとも）、その声のまま自身や刑事との会話の音声が公開されたことも、取材源秘匿や事実上の公益通報者を守っておらず、問題であるとの見解を示した。また、事前に無断使用についての伊藤氏と談話して、映画公開前に弁護士に諮る約束があったが、やりとりはあったものの、西廣の承認に至らないまま海外で公開されたとする。映画を編集し、今からでも無断使用状態を是正するよう求めている姿勢である。
伊藤側は、今回のケースでは映画がもたらす公益（公共の利益)がさまざまな事情よりも上回るという立場をとっている。
この件について（伊藤監督と類似し、出演者の許可撤回により封切の差し止め主張を起こされた『主戦場』の）ミキ・デザキ監督は、佃克彦弁護士が『集英社オンライン』で発表した持論に反論し、少なくとも米国のジャーナリズム（ドキュメンタリー製作）の実践では、同意が取得できない時も「フェアユース」と「公共の利益」を（プライバシー権と）天秤にかけて使用することがあり、伊藤監督の使用を擁護、佃が提唱するのはアメリカでの理想論にすぎないとする。
伊藤によれば、ホテルの防犯ビデオは、二人以外の人物が特定できないよう映像処理する費用の名目で45万円を支払い入手したものだとしている。裁判のみ使用という約束であったが、民事訴訟第一審の最中に、伊藤がホテルを離れる部分の映像のみがネットにリークされ、"それがあたかも同意があったことの証拠のように使われ、現在まで何十万回も再生されてネットリンチの最大の原因となっています"と、2025年2月25日のFCCJ記者クラブ会見を欠席した代わりに発表した声明文などで述べている。伊藤は代理人声明の中で承諾が抜け落ちてしまった人に対して謝罪をしている。

### 望月衣塑子の記事
記者の望月衣塑子は、かつてすでに伊藤詩織に接触して取材をしており、そのもようは『i-新聞記者ドキュメント-』（2019年、森達也監督）にも記録されている。2024年10月21日付東京新聞記事では望月らは無断映像使用についての森監督の意見「情報源を守るという原則はジャーナリズムもドキュメンタリーも同じ。もちろんドキュメンタリーはぎりぎりを狙う。弁護士らの会見内容が事実ならば、明らかにぎりぎりを逸脱している。今からでも修正すべきだ」を紹介。
次いで望月を筆者とする2025年1月14日付の東京新聞は、新たな無断使用問題を提起した。すなわち2017年12月、伊藤が講師に招聘された、約30名の性被害を語る婦人会合を、当時 BBC が伊藤の記録として撮影していたが、それが映画に流用されたことについて「『性被害』語る女性の映像を許諾なく使用」という文言で報道した。しかしこれにはあたかも自ら性被害に遭った女性の映像が許可なしに使われたという印象を与える語弊があったため、東京新聞は2月7日付で「性被害めぐる集会の映像」と表現し直した題名に変更し、その旨の説明と謝罪を発表した。ただし参加者の中には同意を出していない者も削除依頼の者もおり、主旨は撤回しなかった。2025年2月10日、伊藤側は望月に対し「記事は利己的な人物であるとの印象を植え付ける内容であり、名誉を毀損された」として、330万円の損賠賠償の支払いを求め東京地方裁判所に提訴。望月は「記事を掲載した社を訴えずに個人に訴訟の負担を負わせるこの訴訟は、言論活動を抑えようとの意図を感じざるを得ず、まことに遺憾」とコメントしている。

## 受賞歴
| 賞                                                 | 日付             | カテゴリ                                                      | 受賞者 | 結果       | 出典          |
| -------------------------------------------------- | ---------------- | ------------------------------------------------------------- | --- | ---------- | ------------- |
| サンダンス映画祭                                   | 2024年1月28日    | ワールドシネマ・ドキュメンタリー部門大審査員賞                | 『ブラック・ボックス・ダイアリーズ』                                                                                    | ノミネート | [ 33 ]        |
| CPH:DOX                                            | 2024年3月24日    | 人権賞                                                        | 『ブラック・ボックス・ダイアリーズ』                                                                                    | 受賞       | [ 34 ] [ 11 ] |
| 香港国際映画祭                                     | 2024年4月8日     | ドキュメンタリー長編部門 火鳥賞                               | 『ブラック・ボックス・ダイアリーズ』                                                                                    | ノミネート | [ 35 ]        |
| サンフランシスコ国際映画祭                         | 2024年4月28日    | ドキュメンタリー部門                                          | 『ブラック・ボックス・ダイアリーズ』                                                                                    | ノミネート | [ 36 ] [ 11 ] |
| サンフランシスコ国際映画祭                         | 2024年4月28日    | 審査員特別賞                                                  | 『ブラック・ボックス・ダイアリーズ』                                                                                    | 受賞       | [ 36 ] [ 11 ] |
| シアトル国際映画祭                                 | 2024年5月27日    | ドキュメンタリー部門最優秀賞                                  | 『ブラック・ボックス・ダイアリーズ』                                                                                    | 2位        | [ 37 ]        |
| シアトル国際映画祭                                 | 2024年5月27日    | Lena Sharpe Award for Persistance of Vision                   | 『ブラック・ボックス・ダイアリーズ』                                                                                    | 受賞       | [ 37 ]        |
| シアトル国際映画祭                                 | 2024年5月27日    | 最優秀監督賞                                                  | 伊藤詩織 | 3位入賞    | [ 37 ]        |
| クリティクス・チョイス・ドキュメンタリー・アワード | 2024年11月10日   | 最優秀犯罪ノンフィクション（Best True Crime）ドキュメンタリー | 『ブラック・ボックス・ダイアリーズ』                                                                                    | ノミネート | [ 38 ]        |
| ニュージーランド国際映画祭                         | 2024年8月        | 最優秀ドキュメンタリー賞                                      | 『ブラック・ボックス・ダイアリーズ』                                                                                    | 受賞       | [ 11 ]        |
| サラエヴォ映画祭                                   | 2024年8月16‐23日 | 長編映画部門                                                  | 『ブラック・ボックス・ダイアリーズ』                                                                                    | 2位        | [ 11 ]        |
| チューリッヒ映画祭                                 | 2024年10月13日   | 最優秀国際ドキュメンタリー映画                                | 『ブラック・ボックス・ダイアリーズ』                                                                                    | 受賞       | [ 39 ]        |
| ナショナル・ボード・オブ・レビュー                 | 2024年12月4日    | トップ5ドキュメンタリー                                       | 『ブラック・ボックス・ダイアリーズ』                                                                                    | 受賞       | [ 40 ]        |
| 国際ドキュメンタリー協会賞                         | 2024年12月5日    | 最優秀長編ドキュメンタリー                                    | Eric Nyari, Hanna Aqvilin, 伊藤詩織                                                                                     | ノミネート | [ 41 ]        |
| 国際ドキュメンタリー協会賞                         | 2024年12月5日    | 最優秀監督賞                                                  | 伊藤詩織 | ノミネート | [ 41 ]        |
| 国際ドキュメンタリー協会賞                         | 2024年12月5日    | エマージング映画製作者賞                                      | 伊藤詩織 | 受賞       | [ 41 ]        |
| 国際ドキュメンタリー協会賞                         | 2024年12月5日    | 最優秀編集賞                                                  | 山崎エマ | ノミネート | [ 41 ]        |
| アストラ映画賞                                     | 2024年12月8日    | 最優秀ドキュメンタリー 長編部門                               | 『ブラック・ボックス・ダイアリーズ』                                                                                    | ノミネート | [ 42 ]        |
| 女性映画ジャーナリスト同盟                         | 7 January 2025   | 最優秀ドキュメンタリー賞                                      | 『ブラック・ボックス・ダイアリーズ』                                                                                    | ノミネート | [ 43 ]        |
| シネマ・アイ・オナーズ                             | 2025年1月9日     | 最優秀（Outstanding）ノンフィクション長編                     | 伊藤詩織、Eric Nyari、Hanna Aqvilin、山崎エマ、岡村裕太、大塚雄一郎、マーク・デリ・アントーニ、アンドリュー・トレイシー | ノミネート | [ 44 ]        |
| シネマ・アイ・オナーズ                             | 2025年1月9日     | 最優秀（Outstanding）デビュー                                 | 伊藤詩織 | ノミネート | [ 44 ]        |
| シネマ・アイ・オナーズ                             | 2025年1月9日     | The Unforgettables                                            | 伊藤詩織 | 受賞       | [ 44 ]        |
| 英国アカデミー賞                                   | 2025年2月17日    | 最優秀ドキュメンタリー賞                                      | 伊藤詩織、Eric Nyari、Hanna Aqvilin                                                                                     | ノミネート | [ 45 ]        |
| アカデミー賞                                       | 2025年3月2日     | 長編ドキュメンタリー映画賞                                    | 伊藤詩織、Eric Nyari、Hanna Aqvilin                                                                                     | ノミネート | [ 46 ]        |